# アンヌ・ラスカリス

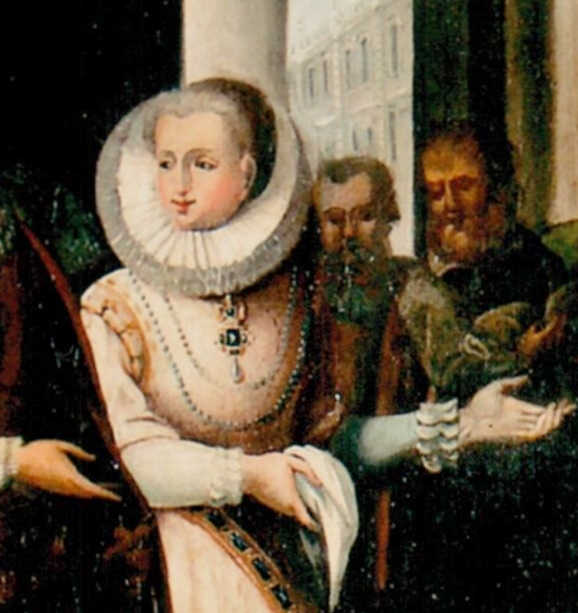
リモーネ・ピエモンテで18世紀に制作された絵画に描かれたアンヌ

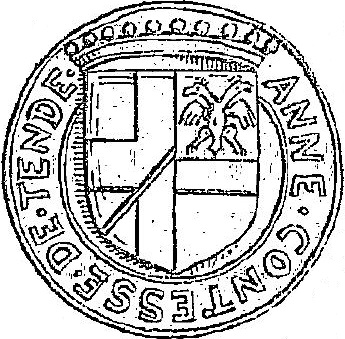
アンヌの印璽、1534年

アンヌ・ラスカリス（Anne Lascaris, 1487年11月 - 1554年7月）は、仏伊国境地帯の小領邦タンド伯爵領の女子相続者。

## 生涯
ヴェンティミーリア、マーロ、プレラおよびマントンの領主でもあったタンド伯ジャナントニオ2世・ラスカリスと妻のイザボー・ダングルール＝エトジェの間の娘。系譜上はヴェンティミーリア家の分枝ラスカリス・ディ・ヴェンティミーリア家に属する。
1498年2月10日にネブサン子爵ルイ・ド・クレルモン＝ロデーヴと最初の結婚をするが、まもなく死別した。
1501年1月28日にヴィラール伯ルネ・ド・サヴォワと再婚。間に以下の子をもうけた。
- クロード （1507年 - 1566年） - タンド伯、1561年よりソムリーヴ伯、プロヴァンス州知事（在任1525年 - 1566年）
- マドレーヌ（1510年ごろ - 1586年） - 1526年フランス大元帥アンヌ・ド・モンモランシー公爵と結婚
- オノラ（1511年 - 1580年） - ヴィラール侯爵、タンド伯、ソムリーヴ伯、フランス元帥、フランス提督
- マルグリート（? - 1591年） - ブリエンヌ伯アントワーヌ2世・ド・リュクサンブールと結婚
- イザベル（生没年不詳） - デュ・ブシャージュ伯ルネ・ド・バタルネー（アンベール・ド・バタルネー（英語版）の孫）と結婚、娘マリーはアンヌ・ド・ジョワイユーズ（英語版）公爵の母

男兄弟がいなかったため、1509年に父が死ぬと、夫とともにタンド伯爵領を相続した。1515年、モナコ領主リュシアンにマントンの所領を売却し、マントンは1848年フランス革命までモナコ公国に帰属することになった。

## 引用・脚注
1. 1 2 3 4  Les manuscrits du C.E.D.R.E. – Dictionnaire Historique et Généalogique, vol. III. Le Royaume d'Italie, volume I. Cercle d'Études des Dynasties Royales Européennes (president, Jean-Fred Tourtchine), Paris, 1992, pp. 74-75. (French). ISSN 0993-3964.